# FIBA Europapokal der Landesmeister 1971/72
Die Saison 1971/72 war die 15. Spielzeit des FIBA Europapokal der Landesmeister, der von der FIBA Europa veranstaltet wurde.
Den Titel gewann zum zweiten Mal Ignis Pallacanestro Varese aus Italien.

## Modus
An der Endrunde nahmen die 15 Meister der jeweiligen nationalen Liga teil. Zuerst wurde eine Qualifikation gespielt. Die Sieger der Spielpaarungen wurden in Hin- und Rückspiel ermittelt. Entscheidend war das gesamte Korbverhältnis beider Spiele.
Die Sieger der Spielpaarungen im Achtelfinale, in der Top-8-Gruppenphase, sowie im Halbfinale wurden ebenfalls in Hin- und Rückspiel ermittelt. Das Finale wurde in einem Spiel an einem neutralen Ort ausgetragen.

## 1. Runde (Qualifikation)
|                                 | Gesamt  |                     | Hinspiel | Rückspiel |
| ------------------------------- | ------- | ------------------- | -------- | --------- |
| BBC Amicale                     | 130:192 | Panathinaikos Athen | 63:98    | 67:94     |
| Tapion Honka Espoo              | 164:138 | Alvik BK            | 73:60    | 91:78     |
| Al-Gezira Kairo                 | 141:196 | Jugoplastika Split  | 66:84    | 75:112    |
| Technische Universität Istanbul | 177:179 | Radio Koch Wien     | 91:84    | 86:95     |
| SC Laurenco Marques             | 147:172 | ASVEL Lyon          | 72:77    | 75:95     |
| Virum BK                        | 90:234  | Real Madrid         | 43:120   | 47:114    |
| Fath US Rabat                   | 127:205 | Fruit Lier BBC      | 64:82    | 63:123    |

## Teilnehmer an der Endrunde
| Teilnehmer       | Teilnehmer | Teilnehmer                      |
| Land             | Anzahl     | Mannschaften                    |
| ---------------- | ---------- | ------------------------------- |
| Albanien         | 1          | SK 17 Nentori                   |
| Belgien          | 1          | Fruit Lier BBC                  |
| Bulgarien        | 1          | Akademik Sofia                  |
| BR Deutschland   | 1          | TuS 04 Leverkusen               |
| Frankreich       | 1          | ASVEL Lyon                      |
| Griechenland     | 1          | Panathinaikos Athen             |
| Israel           | 1          | Maccabi Tel Aviv                |
| Italien          | 1          | Ignis Pallacanestro Varese      |
| Jugoslawien      | 1          | Jugoplastika Split              |
| Niederlande      | 1          | Levi’s Flamingo’s               |
| Österreich       | 1          | Radio Koch Wien                 |
| Spanien          | 1          | Real Madrid                     |
| Tschechoslowakei | 1          | TJ Slavia Prag                  |
| Schweiz          | 1          | Fribourg Olympic Basket         |
| Türkei           | 1          | Technische Universität Istanbul |

## Achtelfinale
|                         | Gesamt  |                    | Hinspiel | Rückspiel |
| ----------------------- | ------- | ------------------ | -------- | --------- |
| Panathinaikos Athen     | 161:154 | Maccabi Tel Aviv   | 81:73    | 80:81     |
| Tapion Honka Espoo      | 153:188 | TJ Slavia Prag     | 80:87    | 73:101    |
| SK 17 Nentori           | 135:175 | Jugoplastika Split | 77:90    | 58:85     |
| Radio Koch Wien         | 173:172 | ASVEL Lyon         | 101:85   | 72:87     |
| TuS 04 Leverkusen       | 140:197 | Real Madrid        | 77:84    | 63:113    |
| Fribourg Olympic Basket | 127:209 | Fruit Lier BBC     | 73:99    | 54:110    |
| Levi’s Flamingo’s       | 1       | BK Akademik Sofia  | 92:94    | 92:105    |

- Freilos:  Ignis Pallacanestro Varese

## Gruppenphase (Top 8)
Die Sieger der Spielpaarungen in der Gruppenphase wurden in Hin- und Rückspiel ermittelt. Entscheidend war das Gesamtergebnis beider Spiele. Wer dies für sich entschied, bekam den Sieg gutgeschrieben.
Bei Punktgleichheit zweier oder dreier Teams entschied nicht das Korbverhältnis, sondern der direkte Vergleich untereinander.

### Gruppe A
| Team                          | Sp | S | N | P+  | P-  |
| ----------------------------- | -- | - | - | --- | --- |
| 1. Ignis Pallacanestro Varese | 3  | 3 | 0 | 553 | 488 |
| 2. Real Madrid                | 3  | 2 | 1 | 516 | 500 |
| 3. Radio Koch Wien            | 3  | 1 | 2 | 499 | 559 |
| 4. Levi´s Flamingo´s          | 3  | 0 | 3 | 541 | 562 |

### Gruppe B
| Team                   | Sp | S | N | P+  | P-  |
| ---------------------- | -- | - | - | --- | --- |
| 1. Jugoplastika Split  | 3  | 3 | 0 | 510 | 474 |
| 2. Panathinaikos Athen | 3  | 1 | 2 | 484 | 489 |
| 3. TJ Slavia Prag      | 3  | 1 | 2 | 484 | 506 |
| 4. Fruit Lier BBC      | 3  | 1 | 2 | 494 | 503 |

## Halbfinale
|                            | Gesamt  |                     | Hinspiel | Rückspiel |
| -------------------------- | ------- | ------------------- | -------- | --------- |
| Ignis Pallacanestro Varese | 139:133 | Panathinaikos Athen | 69:55    | 70:78     |
| Real Madrid                | 158:161 | Jugoplastika Split  | 89:81    | 69:80     |

## Finale
Das Endspiel fand in Tel Aviv statt.
|                            | Ergebnis |                    |
| -------------------------- | -------- | ------------------ |
| Ignis Pallacanestro Varese | 70:69    | Jugoplastika Split |

- Final-Topscorer:  Petar Skansi (Jugoplastika): 26 Punkte